# 高橋澄夫
高橋 澄夫（たかはし すみお）は、日本のアニメーションプロデューサー、アニメーションプランナー。アニメーション制作会社「株式会社 ワコープロ｣（旧社名：和光プロダクション、テレイメージ）の創業者であり、同プロの代表取締役社長でもある。
山形県出身。21歳の時上京し、東宝映画に就職。同社のスチルカメラマンアシスタントとなったが、その後東宝映画を退社、電通映画社（現・電通テック）に移籍。同社ではCM部門の特撮カメラマンとして活躍した。電通映画社退社後の1965年、アニメーション撮影会社として「和光プロ」を設立。その後は「和光プロ」の代表者としての業務に従事した他、虫プロダクションより『鉄腕アトム』、竜の子プロダクションより『おらぁグズラだど』『ドカチン』『ハクション大魔王』『いなかっぺ大将』『カバトット』などの撮影・制作を請け負い、「和光プロ」は徐々に制作会社としてのキャリアを積んでいった。1975年、和光プロとして初めての自社制作によるテレビアニメ『アンデス少年ペペロの冒険』の原案を担当。以降は『合身戦隊メカンダーロボ』『ほえろブンブン』などの製作者・プランナーとして活動している。